# Kahleah Copper
Kahleah Copper (* 28. August 1994 in Philadelphia, Pennsylvania) ist eine US-amerikanische Basketballspielerin, welche seit 2024 bei den Phoenix Mercury in der nordamerikanischen Profiliga Women’s National Basketball Association (WNBA) unter Vertrag steht. Die 1,85 Meter große Cooper läuft meist als Shooting Guard auf.

## Karriere
Vor ihrer professionellen Karriere in der WNBA spielte Copper von 2012 bis 2016 College-Basketball für das Team der Rutgers University.
Beim WNBA Draft 2016 wurde sie an 7. Stelle von den Washington Mystics ausgewählt, bei denen sie eine Saison lang unter Vertrag stand. Seit der Saison 2017 steht Copper im Kader von Chicago Sky, mit denen sie in der Saison 2021 die WNBA-Meisterschaft gewann. In derselben Saison wurde sie zudem mit dem WNBA Finals MVP Award ausgezeichnet.
Während der WNBA-Off-Season 2021/2022 spielte Copper für den spanischen Verein CB Avenida.
Mit der US-Nationalmannschaft wurde sie 2022 Weltmeisterin und 2024 Olympiasiegerin.